# Regina Zilberman
Regina Zilberman (Porto Alegre, 1948 (77 anos)) é uma pesquisadora, escritora, ensaísta e professora brasileira.

## Biografia
Nascida no dia 11 de junho, foi registrada apenas no dia 03 de julho por descuido de seu pai, que estava sempre com mil coisas na cabeça, acabando, então, por ser registrada no dia de casamento de seus pais. Viveu no Bom Fim, na Rua Francisco Ferrer. Em criança lia muitos livros por estímulo dos seus pais. Apesar de ter considerado o curso de Medicina, acabou por escolher Letras.

## Carreira
Licenciou-se em letras pela Universidade Federal do Rio Grande do Sul UFRGS, doutorou-se em romanística pela Universidade de Heidelberg, na Alemanha, e fez pós-doutorado em Rhode Island, nos Estados Unidos.
É professora da UFRGS, vinculada ao Setor de Literatura Portuguesa e Luso-Africanas, além de orientadora de mestrado e doutorado, e uma das maiores especialistas em literatura infanto-juvenil e História da Literatura. Possui mais de vinte livros publicados e premiados na área pedagógica e educacional.